# Wilaya d'El Tarf
La wilaya d'El Tarf (/ɛl.taʁf/ ), (en arabe : ولاية الطارف, en berbère : El Tarf, en tifinagh : ⴻⵍ ⵜⴰⵔⴼ) est une wilaya algérienne située au nord-est du pays, à la frontière algéro-tunisienne, ayant pour chef-lieu la ville éponyme.

## Géographie
La wilaya d'El Tarf est située à l'extrême nord-est de l'Algérie à la frontière tunisienne. Elle est délimitée :
- au nord, par la mer Méditerranée ;
- à l'est, par la Tunisie (Gouvernorat de Jendouba) ;
- au sud, par la wilaya de Souk Ahras ;
- au sud-ouest, par la wilaya de Guelma ;
- à l'ouest par la wilaya d'Annaba.

La wilaya d'El Tarf se situe en grande partie dans la kroumirie, au nord des Monts de la Medjerda et du "Bec de Canard", territoire tunisien s'enfonçant dans le territoire algérien et base arrière de l'ALN.
|                 | Mer Méditerranée                       |                                   |
| Wilaya d'Annaba | wilaya d'El Tarf                       | Gouvernorat de Jendouba (Tunisie) |
|                 | Wilaya de Souk Ahras, Wilaya de Guelma |                                   |

## Organisation de la Wilaya

### Walis
Le poste de wali de la wilaya d'El Tarf a été occupé par plusieurs personnalités politiques nationales depuis sa création le 4 février 1984 par la loi no 84-09 qui réorganise le territoire algérien en portant le nombre de wilayas de trente et une à quarante-huit.
| N° | Wali                  | Début             | Fin               |
| -- | --------------------- | ----------------- | ----------------- |
| 1  | Mohamed El Andaloussi | 4 avril 1984      | 14 juillet 1987   |
| 2  | Mokhtar Hamdadou      | 14 juillet 1987   | 20 septembre 1987 |
| 3  | ?                     | 20 septembre 1987 | 29 juillet 1990   |
| 4  |                       | 29 juillet 1990   | 21 août 1991      |
| 5  | Fethi Benachenou      |                   | 30 juin 1994      |
| 6  | Boudjemaâ Rouibah     | 30 juin 1994      | 22 août 1999      |
| 7  | Slimane Zaouche       | 22 août 1999      | 4 août 2001       |
| 8  | Djillali Arar         | 4 août 2001       | 28 octobre 2006   |
| 9  |                       |                   | 7 mai 2008        |
| 10 | Hacène Kanoune        | 7 mai 2008        | 30 septembre 2010 |
| 11 | Ahmed Maâbed          | 30 septembre 2010 | 24 octobre 2013   |
| 12 | Mohamed Lebka         | 24 octobre 2013   | 13 juillet 2017   |
| 13 | Mohamed Belkateb      | 13 juillet 2017   | 22 avril 2019     |
| 14 | Harfouche Benarar     | 22 avril 2019     | 6 septembre 2023  |
| 15 | Mohamed Meziane       | 6 septembre 2023  | en cours          |

## Histoire

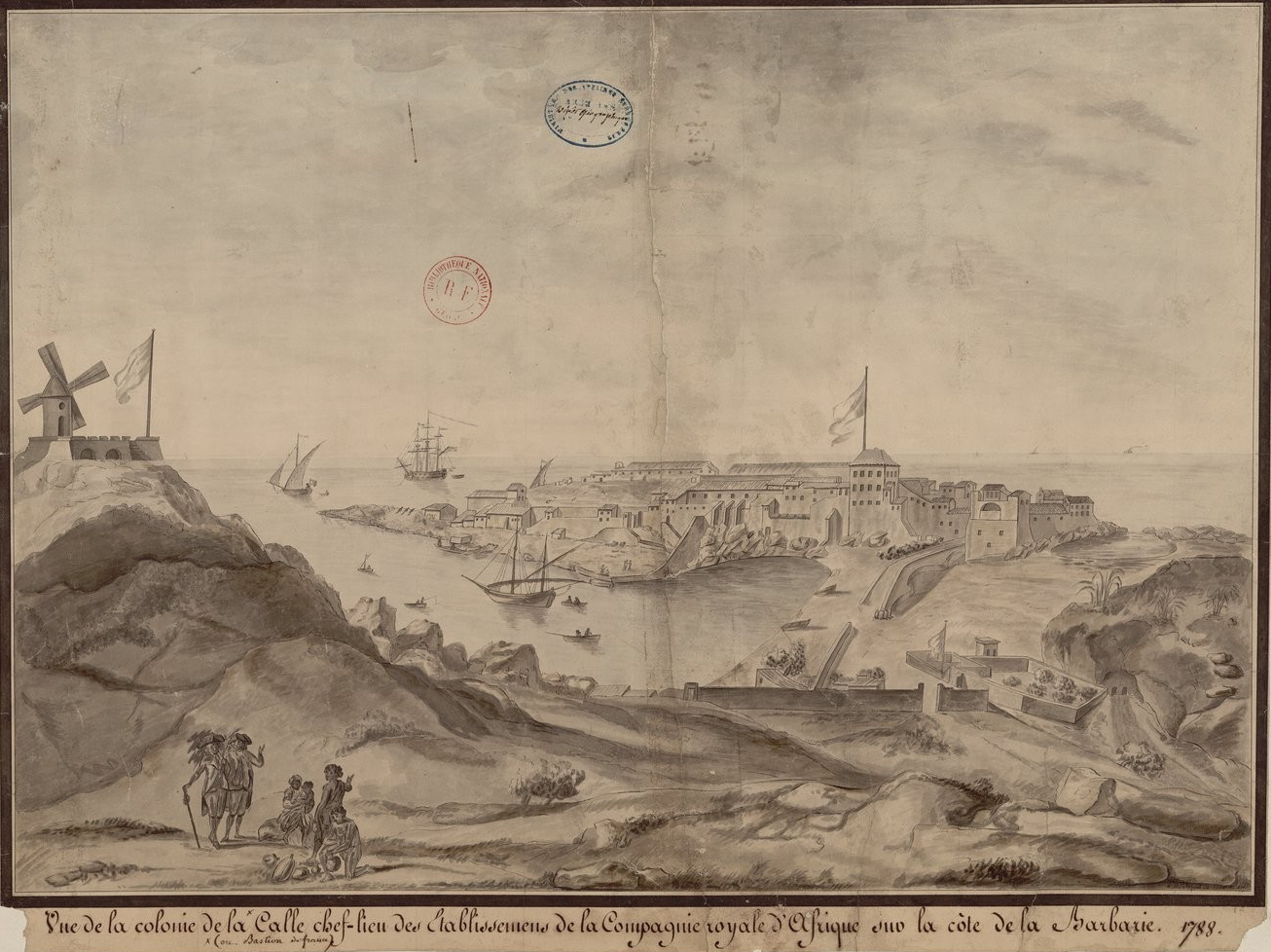
Vue de la colonie de La Calle en 1788.

El Kala constituée à travers l'histoire le cœur de l'actuelle Wilaya. De nombreux vestiges archéologiques sont répertoriés dans cette wilaya de l’extrême Est du pays, témoignant du passage dans cette région de plusieurs civilisations anciennes, les plus importants et les plus connus étant les anciens comptoirs commerciaux, le bastion de France, l’ancien port de Messida, Ksar Fatma, ainsi que des pressoirs d’huile d’olive datant de l’époque romaine.
Connue par le corail rouge, elle a été évoquée par le géographe Al Idrissi (1150) 《El Sahel El Mordjane》 (le littoral du corail). La région compte sur l'ensemble de son territoire un nombre considérable de sites historiques qui recèlent d'innombrables vestiges de civilisations éteintes. Dans l'antiquité romaine, elle se nommait Tuniza ; elle est baptisée Mers El Kharez (port aux breloques ou port aux perles) par les arabes, devient par déformation la Calle de Marsacarèse par les Français, puis finalement la Calle ou Kala (plus exactement Qala) en arabe (terme marin synonyme de débarcadère). Son petit port de pêche servait de havre aux navires, grâce à sa presqu'île parallèle au rivage, qui en faisait un abri naturel. Mers El Kharez n'était, à ses débuts, qu'un nid de corsaire barbaresques, selon le polygraphe Al-Bakri (1068).
Le patrimoine préhistorique, attesté par la découverte d'outils lithiques, remonte au paléolithique inférieur. Les vestiges mégalithiques (dolmens, meules, pressoires, sarcophages, monuments funéraires) disséminés à travers le territoire, particulièrement dans les massifs montagneux de Bougous, de Segleb et de djebel El Ghorra, témoignent de la présence d'une civilisation protohistorique et antique. C'est, également la région du pays qui a donné le plus de pièces en volume pour les périodes punique et libyque. La concentration des foyers historiques dans les zones montagneuses ou sur le littoral atteste l'existence d'une activité agricole caractérisée par la céréaliculture, la culture de l'olivier principalement et d'une activité maritime basée sur la pêche du corail et le commerce. Les seuls vestiges phéniciens de la région sont ceux des ruines du comptoir commercial du Cap Segleb (Cap Roux). La présence de colonnes, de chapiteaux, d'amphores et en particulier de pressoirs à huile d'olive, concentrés généralement dans les piémonts, les plaines et le littoral, témoigne de l'époque romaine.
Plus de 150 sites archéologiques, ont été répertoriés sur le territoire de la wilaya, dont une vingtaine de concentrations d'outils préhistoriques et une centaine de fermes ou concentrations de fermes, toutes pourvues d'une huilerie, et dont la construction remonte à l'époque romaine. La plupart de ces constructions ont été reconsolidées et réutilisées jusqu'à la fin de l'époque Byzantine.
Les rares monuments significatifs représentant la période médiévale sont localisés dans la région, à savoir : la forteresse ou comptoir fondé vers le IXe siècle par les Aghlabides de Mahdia (Tunisie) ainsi qu'une forteresse Génoise situés à proximité de la plage du Cap Segleb ; le Fort Moulin édifié par les Ottomans sur les hauteurs du port d'El Kala. 
C'est à partir du XVIe siècle, avec l'arrivée de méridionaux européens que le commerce du corail prend véritablement son essor à Mers El Kharez. Deux négociants Marseillais d'origine Corse, Thomas Lenche et Carlin Didier, obtinrent de la Régence d'Alger, l'autorisation de pêcher le corail sur toute la côte orientale de la Barbarie moyennant une très forte redevance annuelle. Vers 1553, ils fondèrent au lieu-dit la Vieille Calle, la première Compagnie du corail qui sera baptisée le (Bastion de France). Premier établissement français en Algérie, la concession devint très vite un foyer très actif où des milliers de pêcheurs méditerranéens, pour la plupart d'origine italienne, s'installèrent au Bastion. L'île de la Calle devient le lieu d'habitation de l'ensemble des employés de la société et constituèrent une véritable petite colonie. Les bénéfices tirés de la vente du corail étaient considérables et faisaient prospérer les principales tribus locales : les Mazoules, les Nahds et les Henenchas. Mais bientôt d'autres produits du sol algérien vinrent s'y joindre clandestinement, en particulier les céréales, les cuirs, les chevaux et la laine. En échange, des textiles, des soieries et surtout des armes étaient importés. L'histoire du Bastion de France est coupée d'incidents déclenchés par représailles sur ordre du dey ou par le brigandage indigène. Marchands et envoyés du roi de France ont tendance à se considérer comme en pays conquis et à transformer en place forte une concession qui, selon les traités, doit demeurer exclusivement comptoir commercial réservé uniquement à la pêche au corail. L'établissement sera plusieurs fois détruit et puis reconstruit.

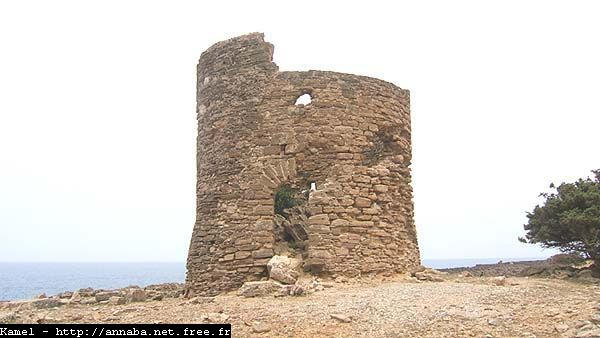
Vestige de la tour de guet, bastion de France près de La Calle.

En 1628, Hussein Bey pacha d'Alger accorda à Sanson Napollon, un Capitaine Marseillais d'origine Corse, la réouverture de la concession et le droit de pêche dans le Sahel El Mordjane. Sanson, nommé gouverneur des établissements, releva les constructions du Bastion et créa en quelques mois un véritable port. De 1628 à 1633, les établissements eurent une prospérité qu'ils n'avaient jamais connue. À côté des activités de la pêche du corail, Sanson s'adonnait à une autre activité beaucoup plus rentable mais illicite, celle de l'exportation des céréales. Il viole les dispositions du traité en fortifiant le Bastion jusqu'à en faire une véritable citadelle. En 1633, ses ambitions militaires se volatilisent. Il sera abattu d'une mousquetade génoise en voulant s'emparer de Tabarka, comptoir de pêche tenu par les Génois. Après sa mort, son successeur, Sanson Lepage continua à pratiquer la contrebande des céréales à destination de Marseille en échange d'armes et de munitions pour les tribus locales. Irrités par ce trafique, les autorités de la Régence ordonnent en 1637 la destruction du Bastion. La concession de pêche subira une suite ininterrompue de destructions et de reconstructions, consécutive aux pillages des indigènes et essentiellement à la contrebande des concessionnaires français. En 1741, un édit de Louis XV crée la "Compagnie Royal d'Afrique", dont le siège est à Marseille. Cette société achète le Bastion avec ses équipements. Dans la seconde moitié du XVIIIe siècle, le commerce français fut très prospère en Algérie. La Compagnie Royale d'Afrique garda l'exploitation des concessions d'Afrique de 1740 à 1793. Elle se livrait surtout au commerce des blés. La Régence aussi était gagnante. Après la rupture des relations avec la France, au début du XIXe siècle, le Diwan d'Alger concède le Bastion aux Anglais pour une période de 10 années. Ils exploitent avec une grande efficacité, les forêts de chênes et de cèdres de la Calle. Le bois récupéré est utilisé dans sa totalité pour le bénéfice de la flotte anglaise.
Irrité contre l'Angleterre à la suite du bombardement d'Alger en 1816 par la flotte britannique commandée par Edward Pellew (lord Exmouth), le dey Omar Agha refusa de renouveler le traité et reprit les concessions et les offrit de nouveau à la France. Les concessions d'Afrique suscitèrent cependant des querelles interminables et furent souvent la cause ou le prétexte des hostilités entre la France et la Régence d'Alger jusqu'à la prise d'Alger en 1830. La Calle est définitivement occupée en 1836 par la cavalerie Française, à leur tête Berthier de Savigny. L'Algérie conquise, la Calle se repeupla peu à peu avec le retour des corailleurs européens. Une nouvelle agglomération voit le jour sur la terre ferme d'en face pour former la ville actuelle d'El Kala. La pèche au corail a toujours eu une certaine activité, mais le gisement s'est épuisé à la suite de son exploitation intensive. De nos jours il ne subsiste du Bastion de France que quelques pans de mur en ruine,.
Après l'indépendance du pays en 1962, la région d'El Tarf dépend sur le plan administratif de la wilaya d'Annaba, jusqu'à sa promotion au rang de wilaya en 1984.

## Ressources hydriques

### Barrages
La wilaya comprend les barrages suivants:
- Barrage de Boukhroufa[12].en cours de réalisation
- Barrage de Chaffia[13].
- Barrage de Meksa[13].
- Barrage de Bougous[14].

Ces barrages font partie des 65 barrages opérationnels en Algérie alors que 30 autres sont en cours de réalisation en 2015.

### Dessalement d'eau de mer
Le coup d’envoi des travaux de réalisation d’une station de dessalement d’eau de mer a été donné le 16 juin 2022 à Koudiet Eddraouche dans la commune de Berrihane (40 km au Sud-Ouest d’El Tarf). D'une capacité de production de 300 000 m3/jour, cette station permettra d’améliorer l’approvisionnement en eau potable des populations des wilayas d’El Tarf, Guelma, Souk Ahras et Oum El Bouaghi. Le Premier ministre Aïmene Benabderrahmane, s’est rendu le 12 août 2023 sur le lieu de réalisation de la station afin de constater l’état d’avancement du projet, dont le taux de réalisation est de 15,85 % et qui sera mise en service avant fin 2025,.

## Institut national de recherche forestière
La wilaya d'El Tarf abrite une station de recherche et d'expérimentation rattachée à l'Institut national de recherche forestière.

## Santé
La wilaya d’El Tarf dispose d’une infrastructure sanitaire composée de 04 hôpitaux généraux :
- Hôpital d'El Tarf (95 lits)[19] ;
- Hôpital d'El Kala (254 lits)[20] ;
- Hôpital de Bouhadjar (130 lits)[21] ;
- Hôpital de Besbes (240 lits)[22],[23].

## Économie
La wilaya d'El-Tarf est caractérisée par deux principales vocations, le tourisme et l'agriculture. Elle dispose d’un peu plus de 72 000 hectares. Le rendement, selon les moyens de travail engagés, varie entre les 15 à 20 quintaux par hectare pour les céréales, les conditions climatiques y jouent, entre autres, un rôle prépondérant. Pour l'année 2022, la récolte avait atteint 540 000 quintaux de céréales, à une moisson  importante bien que la wilaya d’El-Tarf ne soit pas à vocation céréalière. 
La vocation touristique apparaît à travers la diversité de ses nombreuses et indéniables potentialités, ainsi que les sites historiques et archéologiques résultant du passage de plusieurs civilisations, les stigmates sont encore présents en plusieurs lieux et contrées de la wilaya.